# Luigi Schenoni
Luigi Schenoni (Bologna, 22 settembre 1935 – 22 settembre 2008) è stato un traduttore italiano.

## Biografia
Laureatosi in Lingue e Letterature straniere all'Università Bocconi di Milano nel 1959, iniziò a lavorare come traduttore commerciale in una ditta di Bologna. Negli anni 1970 seguì qualche simposio su Joyce; nel 1978 fu messo in contatto, tramite Giorgio Melchiori, con la casa editrice Arnoldo Mondadori Editore, che gli affidò la traduzione di Finnegans Wake; i primi 4 capitoli uscirono nel 1982. Nello stesso anno ha ricevuto il Premio San Gerolamo. Lavorò prevalentemente per Sperling & Kupfer e Feltrinelli. Per la traduzione di Finnegans Wake di Joyce vinse il XIII Premio Monselice per la traduzione letteraria (1983).
Alla sua morte, la sua collezione di libri, riviste e documenti personali è stata donata alla Biblioteca Centrale Roberto Ruffilli dell'Università di Bologna, Campus di Forlì.

## Opere

### Traduzioni
- James Joyce, Finnegans Wake, Milano, Mondadori, 1982
- Wayland Drew, Willow: un romanzo, Milano, Sperling & Kupfer, 1988
- Gerald Clarke, Truman Capote, Milano, Frassinelli, 1989
- John Farris, La montagna infernale, Milano, Sperling & Kupfer, 1989
- Whitley Strieber, L'ombra del gatto, Milano, Sperling & Kupfer, 1990
- John Saul, I figli della palude, Milano, Sperling & Kupfer, 1990
- Anne Tyler, Lezioni di respiro, Parma, Guanda, 1990
- John Farris, Raptus, Milano, Sperling & Kupfer, 1991
- John Saul, Creature, Milano, Sperling & Kupfer, 1991
- Robert Coover, Una serata al cinema, o Questo lo devi ricordare, Milano, Feltrinelli, 1992
- John Farris, Gli artigli del male, Milano, Sperling & Kupfer, 1992
- Jonathan Kellerman, Il valzer del diavolo, Milano, Sperling & Kupfer, 1994
- David Martin, Occhi di vetro, Milano, Sperling & Kupfer, 1994
- Peter Abrahams, L'idolo, Milano, Sperling & Kupfer, 1995
- Charles Bukowski, Pulp: una storia del 20. secolo, Milano, Feltrinelli, 1995
- Jim Lovell; Jeffrey Kluger, Apollo 13, Milano, Sperling & Kupfer, 1995
- Carol O'Connell, L'oracolo di Mallory, Milano, Sperling & Kupfer, 1995
- Will Self, Cordiali saluti da un mondo insano, Milano, Feltrinelli, 1996
- Charles Bukowski, Shakespeare non l'ha mai fatto, Milano, Feltrinelli, 1996
- Richard Ford, Il giorno dell'Indipendenza, Milano, Feltrinelli, 1996
- Darian Leader, Perché le donne scrivono lettere che non spediscono?, Milano, Feltrinelli, 1996
- Rick Ridgway, Tipi come noi, Milano, Feltrinelli, 1996
- Daina Graziunas; Jim Starlin, Prima che sia troppo tardi, Milano, Sperling & Kupfer, 1997
- Jonathan Kellerman, Estrema difesa, Milano, Sperling & Kupfer, 1997
- John Updike, Fratello cicala, Milano, Feltrinelli, 1997
- Susan Isaacs, Profondo come il mare Milano, Sperling & Kupfer, 1998
- Rodney Barker, Livello 3, Milano, Sperling & Kupfer, 1999
- John Le Carré, Il sarto di Panam, Milano, Feltrinelli, 1999
- Paul Wilson, Stato di salute, Milano, Sperling & Kupfer, 2000
- Stephen J. Cannell, L'ultima mossa, Milano, Sperling & Kupfer, 2000
- Carol O'Connell, Mallory non sapeva piangere, Casale Monferrato, Piemme, 2007